# Lyndby
Lyndby is een plaats in de Deense regio Seeland, gemeente Lejre, en telt 552 inwoners (2008).